# This Is the Night (film, 2021)
Pour les articles homonymes, voir This Is the Night.
Pour plus de détails, voir Fiche technique et Distribution.
This Is the Night (également connu sous le titre Once Upon a Time in Staten Island dans certains pays) est un film américain réalisé par James DeMonaco et sorti en 2021.

## Synopsis
Mai 1982, Staten Island. Le film Rocky 3 sort au cinéma après avoir entretenu l'attente des fans. Cela va avoir un impact sur toute la famille italo-américaine Dedea : le père Vincent, la mère Marie et leurs deux enfants Christian et Anthony. De plus, Christian, l'aîné, se questionne sur sa sexualité, même si sa mère semble comprendre qu'il est homosexuel et a peur de la réaction de son père, viril et macho. De son côté, Vincent est très aigri et amer, notamment en raison des problèmes de son restaurant. Il a emprunté de l'argent auprès de son ami d'enfance, le chef de la mafia locale, Frank Larocca. Quant à Anthony, il est follement amoureux de la fille de Frank, Sophia. Mais celle-ci préfère un garçon qui aime terroriser Anthony,.

## Fiche technique
Sauf indication contraire, les informations mentionnées dans cette section peuvent être confirmées par la base de données cinématographiques IMDb,  présente dans la section « Liens externes ».
- Titre original : This Is the Night
- Titre de travail et titre alternatif : Once Upon a Time in Staten Island
- Réalisation et scénario : James DeMonaco
- Musique : Nathan Whitehead
- Direction artistique : Dave Lieber
- Décors : Stephen Beatrice
- Costumes : Karen Malecki
- Photographie : Anastas N. Michos
- Montage : Keith Fraase et Bill Pankow
- Production : Jason Blum, Sébastien K. Lemercier

Producteurs délégués : Kate Driver, Jeanette Volturno et Naomi Watts
Coproducteurs : Robin Mulcahy Fisichella et Jennifer Scudder Trent
- Sociétés de production : Blumhouse Productions et Man in a Tree Productions
- Société de distribution : Universal Pictures (États-Unis)
- Budget : N/A
- Pays de production :  États-Unis
- Langues originales : anglais, italien
- Format : couleur
- Genre : comédie dramatique
- Durée : 108 minutes
- Dates de sortie[3] :
  - États-Unis : 17 septembre 2021 (sortie limitée en salles à East Village)
  - États-Unis : 21 septembre 2021 (vidéo à la demande)
- Classification[4] :
  - États-Unis : R

## Distribution
- Frank Grillo : Vincent Dedea
- Lucius Hoyos : Anthony Dedea
- River Alexander : Dov Sabian
- Jonah Hauer-King : Christian Dedea
- Bobby Cannavale : Frank Larocca
- Naomi Watts : Marie Dedea
- Method Man : Louis
- Constantine Rousouli : Rafe « the Handsome Mailman »
- Lenny Venito : Carmine Cacioppo
- Madelyn Cline : Sophia Larocca
- Raquel Castro : Anna Tocci
- Max Casella (non crédité)

## Production
En mai 2018, Blumhouse Productions et Man in a Tree Productions annoncent que James DeMonaco va écrire et réaliser un drame intitulé Once Upon a Time in Staten Island, avec Naomi Watts, Frank Grillo et Bobby Cannavale dans les rôles principaux,,. En août 2020, le film est rebaptisé This Is the Night.
James DeMonaco avait écrit depuis longtemps le scénario : « J'ai écrit This Is the Night juste après The Purge, mais j'ai eu l'idée avant ça. J'ai toujours eu cette idée en tête à propos de la sortie de Rocky 3 à Staten Island. Heureusement, Jason a pu obtenir le financement parce que nous avons eu un certain succès sur The Purge. Je suis parfois fatigué de Purge, comme je le dis à mes producteurs, je suis toujours reconnaissant que cela m'ait permis de faire un film personnel. » Il a voulu avec ce film rendre hommage à son quartier de Staten Island et aux années 1980 : « Ce qui a changé ma vie, c'est que mon père a commencé à m'emmener au cinéma. Voir des trucs de Rocky à Apocalypse Now en passant par Un après-midi de chien au cinéma, ressentir l'impact du grand écran et partager cela avec d'autres personnes était très significatif pour moi. Je ne pense pas que nous puissions reproduire cette expérience à la maison. nous le pouvons, peu importe nos efforts. »
Le tournage débute le 30 mai 2018,. Le réalisateur utilise des lieux dans lesquels il a lui-même grandi : « L'endroit où marchent les garçons, c'est exactement là où j'ai grandi en marchant. Le bar où vont les garçons existait il y a plusieurs dizaines d'années, lorsque je me faufilais pour la première fois dans les bars avec ma fausse carte d'identité à 16 ou 17 ans. C'était génial d'y retourner. C'était cool. »

## Sortie et accueil
Le film connait une sortie limitée pendant une semaine au Angelika Film Center (en) d'East Village le 17 septembre 2021. Une semaine plus tard, il est diffusé aux États-Unis en vidéo à la demande.
Sur le site d'agrégation de critiques Rotten Tomatoes, le film n'obtient que 14% d'avis favorables, pour 7 critiques et une note moyenne de 3,2⁄10.
Compte tenu du sujet, James DeMonaco a voulu l'approbation de Sylvester Stallone : « Nous voulions lui montrer le film car c'est une lettre d'amour au cinéma et à Rocky et il a adoré. Il était dans sa grande salle de projection et apparemment, il s'est levé et a fait du shadow-boxing avec le film à un moment donné. Je me dis, d'accord, c'est tout ce que j'ai besoin de savoir. Mais ensuite il nous a invités chez lui, et nous avons parlé du film, et il m'a dit qu'il l'adorait. Il m'a en fait montré des images des coulisses qui n'avaient jamais été montrées sur la réalisation de Rocky sur la plus grande télévision que j'ai jamais vue de ma vie. Je pense qu'elle faisait 12 mètres de haut. »